# Francisco José Hernando
Francisco José Hernando Santiago est un juriste espagnol né le 4 juin 1936 à Madrid et mort le 29 novembre 2013 dans la même ville.
Diplômé en droit de l'université complutense de Madrid, il est président du Tribunal suprême et du Conseil général du pouvoir judiciaire (CGPJ) entre 2001 et 2008. De 2011 à sa mort, il siège au Tribunal constitutionnel.